# Părăsind Las Vegas-ul
Părăsind Las Vegas-ul (în  engleză Leaving Las Vegas) este un film dramatic american din 1995 scris și regizat de Mike Figgis⁠(d) și bazat pe romanul semi-autobiografic din 1990 publicat sub același nume⁠(d) de John O'Brien⁠(d). Nicolas Cage interpretează rolul unui alcoolic sinucigaș din Los Angeles care, după ce și-a pierdut familia și a fost concediat, decide să se mute în Las Vegas și să se bea până moare. Acesta își încarcă mașina cu băuturi alcoolice și se îndreaptă spre Nevada. Acolo dezvoltă o relație romantică cu o frumoasă, dar dură prostituată interpretată de Elisabeth Shue. O'Brien s-a sinucis la scurtă vreme după ce a semnat contractul de ecranizare a lucrării sale.
Părăsind Las Vegas-ul a fost filmat în format super 16 mm⁠(d) în loc de 35 mm⁠(d); în timp ce 16 mm era utilizat pentru filmele de artă de atunci, 35 mm este cel mai frecvent folosit pentru filmele comerciale. După o lansare limitată în Statele Unite la 27 octombrie 1995, filmul a fost lansat la nivel național pe 9 februarie 1996 și a fost primit cu multe laude din partea criticilor și cinefililor. Cage a câștigat premiul Globul de Aur pentru cel mai bun actor - Dramă cinematografică și premiul Oscar pentru cel mai bun actor, iar Shue a fost nominalizată la premiul Globul de Aur pentru cea mai bună actriță - Dramă cinematografică și premiul Oscar pentru cea mai bună actriță. Filmul a primit, de asemenea, nominalizări la categoria cel mai bun scenariu adaptat și cel mai bun regizor.

## Intriga
Ben Sanderson este un scenarist alcoolic din Hollywood care și-a pierdut slujba, familia și prietenii. Din moment ce nu mai are motive să trăiască și cu un cec cu o sumă considerabilă de la șeful său, decide să plece în Las Vegas unde să bea până moare. Pornește dimineața, conducând în stare de ebrietate, de la casa sa din Los Angeles până în Las Vegas Strip. Acolo, aproape lovește mortal o femeie - Sera - pe trecerea de pietoni. Această îl critică și își continuă drumul.
Sera este o prostituată care lucrează pentru proxenetul leton Yuri Butsov. Conștient de faptul că mafia poloneză⁠(d) îl caută, Yuri decide să-și încheie relația cu aceasta ca să nu aibă probleme. A doua zi, Ben pleacă în căutarea lui Sera, se prezintă și îi oferă 500 de dolari să vină în camera sa timp de o oră. Aceasta este de acord, dar Ben nu dorește să întrețină relații sexuale: Cei doi încep să discute și dezvoltă o relație apropiată; Sera îl invită să se mute în apartamentul ei. În timp ce Ben îi spune acesteia să nu-i ceară niciodată să nu mai consume alcool, Sera îi cere lui Ben să nu-i critice ocupația. Aceștia cad de acord.
La început, perechea este fericită, dar curând apar conflicte între cei doi. Sera  îl roagă pe Ben să meargă la doctor, fapt care îl enervează. În timp ce se prostituează, Ben merge într-un cazinou și se întoarce acasă cu o altă prostituată. Sera îi descoperă pe cei doi și îl dă afară din apartament. La scurt timp după, Sera este abordată de trei studenți în Hotelul și cazonoul Excalibur⁠(d). Deși inițial le respinge cererea pe motiv că nu întreține relații sexuale în grup, se răzgândește când aceștia îi oferă mai mulți bani. Când ajung în camera hotelului, studenții susțin că doresc de fapt să aibă relații sexuale anale, însă Sera refuză. Când încearcă să plece, aceștia o violează în grup.
A doua zi dimineață, o Sera învinețită este observată de proprietarul apartamentului ei și este evacuată. Aceasta este contactată de Ben care se află pe patul de moarte. Sera ăl vizitează și întrețin relații sexuale. Aceasta moarte la scurt timp după. Filmul se încheie cu Sera explicându-i terapeutului ei că l-a accept pe Ben așa cum este și l-a iubit.

## Distribuție
- Nicolas Cage - Ben Sanderson
- Elisabeth Shue - Sera
- Julian Sands⁠(d) - Yuri Butsov
- Richard Lewis⁠(d) - Peter
- Steven Weber⁠(d) - Marc Nussbaum
- Emily Procter⁠(d) - Debbie
- Valeria Golino - Terri
- Thomas Kopache⁠(d) - Domnul Simpson
- Laurie Metcalf - Doamna Van Houten
- French Stewart⁠(d) - Om de afaceri #2
- R. Lee Ermey - participant la convenție
- Mariska Hargitay⁠(d) - Prostituata de la bar
- Julian Lennon⁠(d) - Barman #3 în Biker Bar